# The Royal Oak
The Royal Oak es una película muda británica de 1923, dirigida por Maurice Elvey. El guion se basa en la obra teatral de Henry Hamilton y Augustus Harris

## Sinoposis
Una mujer se disfraza de Carlos II para ayudar al rey a escapar de las tropas de Oliver Cromwell luego de la derrota del ejército real en la guerra de Worcester.
Dada a su popularidad la película se relanzó en 1929.

## Otros créditos
- Color: Blanco y negro
- Sonido: Muda